# Фредерік Дуглас
Фредерік Дуглас (англ. Frederick Douglass, справжнє ім'я — Фредерік Ауґустус Вашингтон Бейлі, англ. Frederick Augustus Washington Bailey; 14 лютого 1818 — 20 лютого 1895 — американський письменник, просвітник, аболіціоніст, редактор і оратор. Один з найвідоміших борців за права чорношкірого населення Америки, керівник негритянського визвольного руху.

## Коротка біографія
Народився в 1818 в рабстві в штаті Мериленд. Таємно від рабовласників навчився читати та писати. У 1838 році втік на Північ, в штат Массачусетс. Став активним учасником аболіціоністського руху, а потім і лідером чорношкірих аболіціоністів. В 1847 році Фредерік почав видавати газету «North Star» («Північна зірка»), яка стала одним з основних антирабовласницьких органів. Розробив програму надання чорношкірому населенню громадянських прав. Під час Громадянської війни в США 1861—1865 років висунув гасло негайного звільнення рабів. Також брав участь у формуванні перших негритянських полків.
Окрім боротьби за права рабів, боровся за права жінок. Був одним із тих, хто підписав Декларацію переконань на Конференції в Сенека-Фоллс 1848 року. В останній день свого життя, 20 лютого 1895 року, брав участь в роботі другої сесії Національної Жіночої ради.

## Творчість
В 1845 році написав автобіографію «Повість про життя американського раба Фредеріка Дугласа, написана ним самим»

### Промови
- «Що означає для негра 4 липня» (1852)
- «Self-made Man» (1859)
- «Джон Браун» (1860)
- «Причини наших бід» (1862)
- «Майбутнє негритянського народу Сполучених Штатів» (1862)
- «День для поезії та пісні» (1862)
- «Сьогодення та майбутнє кольорової раси в Америці» (1863)
- «Наша робота не виконана» (1863)
- «Мета війни» (1863)
- «Майбутнє кольорової раси» (1866)
- «Авраам Лінкольн» (1876)
- «Національна столиця» (1876)
- «Чому лінчують негра? Злободенний урок» (1894)